# Plaza Passo
La Plaza Paso se encuentra ubicada en la ciudad de La Plata, Provincia de Buenos Aires, República Argentina, en la intersección de las avenidas 13 y 44.
Su denominación data de 1901, cuando por una ordenanza municipal se le dio el nombre de Plaza Paso, en honor al secretario de la Primera Junta de gobierno, Juan José Paso.
El monumento a Paso que se encuentra en esta plaza, es obra del escultor Pietro Costa y perteneció al Monumento a la Primera Junta, que estuvo emplazado en la actual Plaza San Martín hasta su demolición en 1913.
Entre 1972 y 1973 fue modificado el aspecto de este espacio, con la construcción de taludes ascendentes orientados hacia el centro, parquización, nueva iluminación, juegos infantiles y caminos interiores y perimetrales.
El 10 de octubre de 1994 fue inaugurado el monumento al inmigrante árabe "El Astrolabio", rodeado de una fuente. Se contó ese día con la presencia del presidente Carlos Saúl Menem.
Los vecinos adyacentes a esta plaza tienen una página de Facebook, llamada "Vecinos Plaza Paso y Barrio Tribunales", donde comparten noticias, reclamos y sitios destacados del barrio.

## Enlaces relacionados
- Plazas de La Plata
- La Plata